# Caribe estadounidense

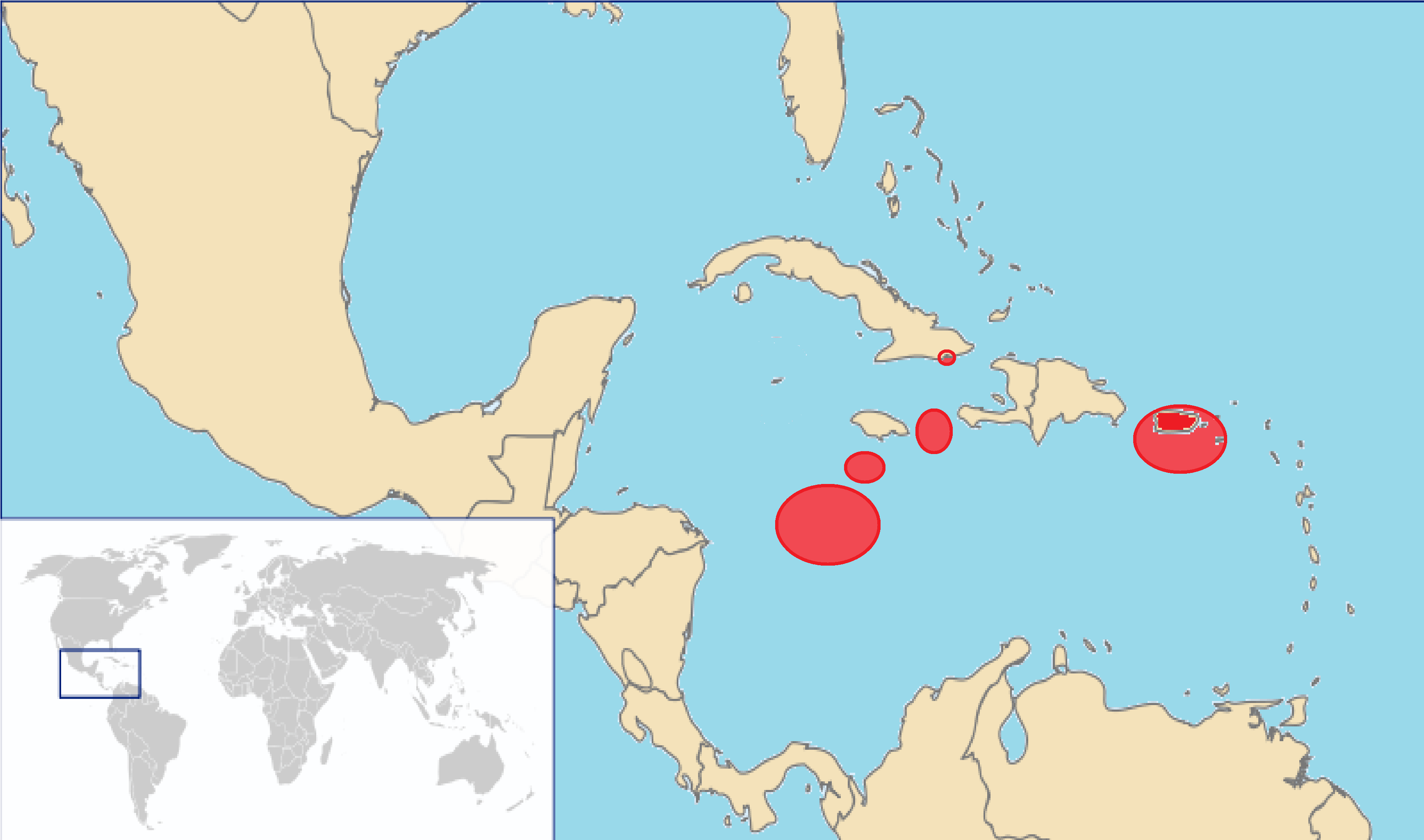
Mapa del Caribe estadounidense.

El Caribe estadounidense (en inglés: U.S. Caribbean region) es un término utilizado por la Oficina Nacional de Administración Oceánica y Atmosférica (NOAA, por sus siglas en inglés) a la región perteneciente a los Estados Unidos ubicada en el mar Caribe. Está conformado por Puerto Rico, Islas Vírgenes de los Estados Unidos y por los territorios dependientes de la isla de Navaza y la Base Naval de la Bahía de Guantánamo. Algunas veces también se consideran a las islas Serranilla y Bajo Nuevo, actualmente controladas de facto por Colombia y reclamadas por los Estados Unidos. El caribe estadounidense es una región natural y no una región política o administrativa.